# Christiana (condado de Vernon, Wisconsin)
Christiana es un pueblo ubicado en el condado de Vernon en el estado estadounidense de Wisconsin. En el Censo de 2010 tenía una población de 931 habitantes y una densidad poblacional de 10,75 personas por km².

## Geografía
Christiana se encuentra ubicado en las coordenadas 43°40′51″N 90°50′46″O / 43.68083, -90.84611. Según la Oficina del Censo de los Estados Unidos, Christiana tiene una superficie total de 86.62 km², de la cual 86.39 km² corresponden a tierra firme y (0.26%) 0.23 km² es agua.

## Demografía
Según el censo de 2010, había 931 personas residiendo en Christiana. La densidad de población era de 10,75 hab./km². De los 931 habitantes, Christiana estaba compuesto por el 99.03% blancos, el 0.32% eran afroamericanos, el 0% eran amerindios, el 0% eran asiáticos, el 0.11% eran isleños del Pacífico, el 0.21% eran de otras razas y el 0.32% pertenecían a dos o más razas. Del total de la población el 1.18% eran hispanos o latinos de cualquier raza.